# The End of the F***ing World (album)
The End of the F***ing World je sólové album britského písničkáře a kytaristy, člena skupiny Blur, Grahama Coxona, sloužící jako soundtrack k první řadě stejnojmenného britského televizního seriálu The End of the F***ing World. Singl "Walking All Day" měl premiéru v lednu 2018 na YouTube, celé album bylo na streamovacích platformách jako Spotify dostupné od 26. ledna 2018. O dva měsíce později, 30. března 2018, vyšlo také ve fyzickém formátu jako vinylová deska.

## Nahrávání
Coxon, výhradní autor všech skladeb, album nahrál a produkoval sám v průběhu roku 2017 ve svém domácím studiu. Během práce na jednotlivých písních četl scénář a také původní komiksovou knihu, z níž seriál vychází. Mastering alba proběhl ve studiích na Abbey Road.

## Seznam skladeb[6]
01. Walking All Day
02. Angry Me
03. Flashback
04. In My Room
05. Bus Stop
06. The Beach
07. Saturday Night
08. On The Prowl
09. It's All Blue
10. The Snare
11. Lucifers Behind Me
12. Field
13. She Left The Light On
14. Roaming Star
15. Sleuth
16. There's Something In The Way That You Cry
Celkový čas: 42:20